# Almedina (kommunhuvudort)
Almedina är en kommunhuvudort i Spanien.   Den ligger i provinsen Provincia de Ciudad Real och regionen Kastilien-La Mancha, i den centrala delen av landet, 210 km söder om huvudstaden Madrid. Almedina ligger 909 meter över havet och antalet invånare är 697.
Terrängen runt Almedina är huvudsakligen platt, men söderut är den kuperad. Runt Almedina är det ganska glesbefolkat, med 24 invånare per kvadratkilometer. Närmaste större samhälle är Infantes, 13,4 km norr om Almedina. Trakten runt Almedina består till största delen av jordbruksmark.